# Coupe d'Afrique des nations des moins de 20 ans 2015
Navigation
2013 2017
La Coupe d'Afrique des nations des moins de 20 ans s'est déroulée au Sénégal du 8 mars au 22 mars 2015.
Les 2 premiers de chaque groupe se qualifient pour la Coupe du monde des moins de 20 ans 2015.

## Villes et stades
| [[Fichier:Senegal location map.svg\|300px\|{{#if:\|{{{alt}}}\|Les 2 villes hôtes est dans la page Sénégal.]]Dakar Mbour Les 2 villes hôtes (Sénégal) |

La compétition est organisée dans les villes de Dakar et Mbour. Le stade Léopold-Sédar-Senghor accueille les matchs du groupe A au premier tour ainsi que les demi-finales et finales. Le stade Caroline Faye accueille les matchs du groupe B.

## Pays participants
- Congo
- Ghana
- Côte d'Ivoire
- Mali
- Nigeria
- Sénégal (hôtes)
- Afrique du Sud
- Zambie

## Phase de groupes

### Groupe A
| Nation        | Pts | J | V | N | D | Bp | Bc | Diff |
| ------------- | --- | - | - | - | - | -- | -- | ---- |
| Nigeria       | 9   | 3 | 3 | 1 | 0 | 4  | 9  | +4   |
| Sénégal       | 7   | 3 | 2 | 1 | 1 | 4  | 7  | +8   |
| Côte d'Ivoire | 3   | 3 | 0 | 3 | 0 | 0  | 5  | -5   |
| Congo         | 1   | 3 | 0 | 1 | 2 | 0  | 5  | -9   |

| 8 mars 2015 | Sénégal  | 1–3 | Nigeria                      | Stade Léopold Sédar Senghor, Dakar |                            |
|             | Sarr 27e |     | Awoniyi 9e 12e · Matthew 43e | Arbitrage : Rédouane Jiyed         | Arbitrage : Rédouane Jiyed |

| 8 mars 2015 | Congo        | 1–1 | Côte d'Ivoire | Stade Léopold Sédar Senghor, Dakar |                                   |
|             | Ganvoula 75e |     | Méïté 37e     | Arbitrage : Davies Ogenche Omweno  | Arbitrage : Davies Ogenche Omweno |

| 11 mars 2015 | Nigeria                                                      | 4–1 | Congo        | Stade Léopold Sédar Senghor, Dakar |                             |
|              | Matthew 4e Musa Muhammed 35e (pen.) 56e (pen.) · Awoniyi 87e |     | Ganvoula 61e | Arbitrage : Mahamadou Keita        | Arbitrage : Mahamadou Keita |

| 11 mars 2015 | Côte d'Ivoire         | 2–2 | Sénégal       | Stade Léopold Sédar Senghor, Dakar |                          |
|              | Angban 8e · Bédia 89e |     | Wadji 51e 56e | Arbitrage : Joshua Bondo           | Arbitrage : Joshua Bondo |

| 14 mars 2015 | Sénégal                              | 4–3 | Congo                                    | Stade Léopold Sédar Senghor, Dakar |                                |
|              | Niang 15e · Wadji 36e · Sarr 87e 90e |     | Nkounkou 20e · Ganvoula 55e · Bakaki 66e | Arbitrage : Thierry Nkurunziza     | Arbitrage : Thierry Nkurunziza |

| 14 mars 2015 | Nigeria                               | 2–2 | Côte d'Ivoire          | Stade Caroline Faye, Mbour             |                                        |
|              | Pyagbara 27e Musa Muhammed 68e (pen.) |     | Niangbo 5e · Bédia 32e | Arbitrage : Mutaz Abdelbasit Khairalla | Arbitrage : Mutaz Abdelbasit Khairalla |

### Groupe B
| Nation         | Pts | J | V | N | D | Bp | Bc | Diff |
| -------------- | --- | - | - | - | - | -- | -- | ---- |
| Mali           | 9   | 3 | 3 | 0 | 4 | 1  | 3  | +3   |
| Ghana          | 6   | 3 | 2 | 0 | 1 | 4  | 2  | +2   |
| Afrique du Sud | 3   | 3 | 1 | 0 | 2 | 6  | 6  | 0    |
| Zambie         | 0   | 3 | 0 | 0 | 3 | 3  | 8  | -5   |

| 9 mars 2015 | Ghana                           | 2–0 | Afrique du Sud | Stade Caroline Faye, Mbour      |                                 |
|             | Masiya 9e (csc) · B. Tetteh 44e |     |                | Arbitrage : Ibrahim Nour El Din | Arbitrage : Ibrahim Nour El Din |

| 9 mars 2015 | Mali       | 1–0 | Zambie | Stade Caroline Faye, Mbour     |                                |
|             | Diallo 75e |     |        | Arbitrage : Hagi Yabarow Wiish | Arbitrage : Hagi Yabarow Wiish |

| 12 mars 2015 | Afrique du Sud     | 1–2 | Mali              | Stade Caroline Faye, Mbour     |                                |
|              | Madisha 71e (pen.) |     | H. Traoré 77e 86e | Arbitrage : Mohamed Ragab Omar | Arbitrage : Mohamed Ragab Omar |

| 12 mars 2015 | Zambie     | 1–2 | Ghana                    | Stade Caroline Faye, Mbour |                          |
|              | D. Daka 2e |     | Attobrah 26e · Afful 85e | Arbitrage : Daouda Gueye   | Arbitrage : Daouda Gueye |

| 15 mars 2015 | Ghana | 0–1 | Mali          | Stade Caroline Faye, Mbour          |                                     |
|              |       |     | I. Diarra 18e | Arbitrage : Aurélien Juenkou Wandji | Arbitrage : Aurélien Juenkou Wandji |

| 15 mars 2015 | Afrique du Sud                     | 5–2 | Zambie                      | Stade Léopold Sédar Senghor, Dakar |                              |
|              | Zuma 22e 63e · Sandows 57e 66e 87e |     | Seriba 30e (csc) · Zulu 90e | Arbitrage : Juste Ephrem Zio       | Arbitrage : Juste Ephrem Zio |

## Tableau final
|  | Demi-Finale          | Demi-Finale          | Demi-Finale          |  |  | Match pour la 3e place | Match pour la 3e place | Match pour la 3e place |  |         | Finale               | Finale               | Finale               |
|  |                      |                      |                      |  |  |                        |                        |                        |  |         |                      |                      |                      |
|  | 18 mars 2015 - Dakar |                      |                      |  |  |                        |                        |                        |  |         |                      |                      |                      |
|  |                      | Ghana                | 0                    |  |  |                        |                        |                        |  |         | 22 mars 2015 - Dakar | 22 mars 2015 - Dakar | 22 mars 2015 - Dakar |
|  |                      | Nigeria              | 2                    |  |  | 22 mars 2015 - Dakar   | 22 mars 2015 - Dakar   | 22 mars 2015 - Dakar   |  |         |                      | Nigeria              | 1                    |
|  |                      |                      |                      |  |  | Ghana                  | 3                      |                        |  | Sénégal | 0                    |                      |                      |
|  | 19 mars 2015 - Dakar | 19 mars 2015 - Dakar | 19 mars 2015 - Dakar |  |  | Mali                   | 1                      |                        |  |         |                      |                      |                      |
|  |                      | Mali                 | 1                    |  |  |                        |                        |                        |  |         |                      |                      |                      |
|  |                      | Sénégal              | 2                    |  |  |                        |                        |                        |  |         |                      |                      |                      |

## Phases finales

### Demi-finales
| 18 mars 2015 | Nigeria                              | 2–0 | Ghana | Stade Léopold Sédar Senghor, Dakar |                            |
|              | Nwobodo 23e Musa Muhammed 71e (pen.) |     |       | Arbitrage : Rédouane Jiyed         | Arbitrage : Rédouane Jiyed |

| 19 mars 2015 | Mali      | 1–2 | Sénégal     | Stade Léopold Sédar Senghor, Dakar |                                 |
|              | Diallo 5e |     | Koné 2e 81e | Arbitrage : Ibrahim Nour El Din    | Arbitrage : Ibrahim Nour El Din |

### Troisième place
| 22 mars 2015 | Ghana                        | 3–1 | Mali      | Stade Léopold Sédar Senghor, Dakar     |                                        |
|              | Yeboah 24e 65e · Aboagye 70e |     | Touré 84e | Arbitrage : Mutaz Abdelbasit Khairalla | Arbitrage : Mutaz Abdelbasit Khairalla |

### Finale
| 22 mars 2015 | Nigeria    | 1–0 | Sénégal | Stade Léopold Sédar Senghor, Dakar |                          |
|              | Bulbwa 17e |     |         | Arbitrage : Joshua Bondo           | Arbitrage : Joshua Bondo |

## Résultat

### Récompenses
L'équipe du Nigeria remporte également le trophée du fair-play
| Gardien        | Défenseurs                                               | Milieux                                                | Attaquants                     |
| -------------- | -------------------------------------------------------- | ------------------------------------------------------ | ------------------------------ |
| Enaholo Joshua | Musa Muhammed Souleymane Diarra Sidy Sarr Mouhameth Sané | Idowu Elijah Alassane Diallo Ibrahima Wadji Yaw Yeboah | Taiwo Awoniyi Clifford Aboagye |

| CAN 2015 Junior Vainqueur |
| ------------------------- |
| Nigeria 7e titre          |

### Qualification pour le Championnat du monde junior
Les quatre équipes les plus performantes se sont qualifiées pour la Coupe du monde de football des moins de 20 ans 2015.
- Nigeria
- Sénégal
- Ghana
- Mali